# Stefanie Jahnke
Stefanie Jahnke (Geburtsname Rafflenbeul; Pseudonyme: Michelle Stern, Sarah Schwartz; * 20. Juni 1978 in Frankfurt am Main) ist eine deutsche Schriftstellerin. Sie publiziert mit vier unterschiedlichen Namen in verschiedenen Genres. Erste Werke erschienen unter ihrem Geburtsnamen, als Stammautorin des Perry-Rhodan-Teams schreibt sie unter dem Namen Michelle Stern Science-Fiction, als Sarah Schwartz dagegen erotische Liebesromane. 

## Leben
Stefanie Rafflenbeul wuchs in Hessen auf und studierte nach dem Abitur in Frankfurt Germanistik, Psychologie und Kunstgeschichte. Ihre Magisterarbeit schrieb sie über die Fernsehserie Buffy – Im Bann der Dämonen. Erste, seit den 1980er Jahren entstandene Kurzgeschichten und Romane im Grenzbereich zwischen Realität und Phantastik veröffentlichte sie in Zeitschriften und später im Internet.
Einer ihrer ersten Science-Fiction-Romane war 2007/2008 Die Legende der Sonnenschiffe in der Serie Thydery des Perry Rhodan Online Club. Etwa zur gleichen Zeit veröffentlichte sie unter dem Pseudonym Sarah Schwartz erste erotische Liebesromane. Diese wurden später vom Ullstein-Verlag in Lizenz übernommen.
Es folgten 17 Bände in der Heftroman-Reihe Sternenfaust aus dem Bastei-Verlag sowie rund 30 Bände von Maddrax im selben Verlag, bevor sie 2013 als Stammautorin bei Perry Rhodan einstieg. Unter anderem ist sie die Autorin des Jubiläumsbandes Zeitriss (Band 2800).
Für die Serie SunQuest im Fabylon-Verlag steuerte sie 2011 den zweiten Band Der Ewige bei. Das Rezensionsportal Zauberspiegel online bezeichnete sie 2011 als einen der „Shooting-Stars der Szene“
Seit 2009 ist sie verheiratet; mit ihrem Mann lebt sie in Rodgau.

## Werke (Auswahl)
- Stefanie Rafflenbeul, Jana Paradigi: Dies Cygni 2: Der Ewige (= SunQuest. Nr. 2). Fabylon, Markt Rettenbach 2011, ISBN 978-3-927071-80-3, urn:nbn:de:101:1-201112084211.

### Perry-Rhodan-Heftromane (seit 2013)
- 2727: Am Gravo-Abgrund (2013)
- 2728: Die Gravo-Architekten (2013)
- 2743: Der Schwarze Palast (2014)
- 2753: Endstation Cestervelder (2014)
- 2754: Die zerstörte Welt (2014), mit Christian Montillon
- 2772: Die Domänenwacht (2014)
- 2781: SHIVAS FAUST (2014)
- 2790: Faktor IV (2015)
- 2794: Jäger der Jaj (2015)
- 2800: Zeitriss (2015)
- 2820: Der Geniferen-Krieg (2015)
- 2829: Im Land der Technophagen (2015)
- 2836: Die Zeitrevolution (2015)
- 2841: Sturmland (2016)
- 2842: Fauthenwelt (2016)
- 2847: Planet der Phantome (2016)
- 2855: Der Linearraum-Dieb (2016)
- 2862: Das Geschenk des Odysseus (2016)
- 2864: Die Finale Stadt: Oben (2016)
- 2867: Zeitsturm (2016)
- 2880: Tod im Aggregat (2016)
- 2891: Im Herzen der Macht (2017)
- 2892: Der programmierte Planet (2017)
- 2897: Konferenz der Todfeinde (2017)
- 2905: Das verlorene Volk (2017)
- 2914: Im Bann des Pulsars (2017)
- 2923: Angriff auf den Spross (2017)
- 2924: Das Rätsel des Sprosses (2017)
- 2928: Welt des Todes (2017)
- 2929: Welt der Pilze (2017)
- 2939: Mnemo-Schock (2017)
- 2951: Die Dynastie der Verlorenen (2018)
- 2952: Wald der Nodhkaris (2018)
- 2966: Sektor X (2018)
- 2977: Die Kokon-Direktive (2018)
- 2978: Der Spiegelteleporter (2018)
- 2988: Die HARUURID-Mission (2018)
- 2992: Vergessenes Selbst (2018)
- 2996: Phase Shod (2019)
- 3007: Zeuge der Jahrhunderte (2019)
- 3014: Der Feind in mir (2019)
- 3020: Die Stunde des Orakels (2019)
- 3037: Der Abyssale Ruf (2019)
- 3044: Das Supramentum (2019)
- 3060: Die Thesan und der Lordadmiral (2020)
- 3070: Die Physik des Friedens (2020)
- 3071: Xirashos Tiefen (2020)
- 3085: Der verurteilte Planet (2020)
- 3096: Das Meisterstück (2020)
- 3105: Galerie der Gharsen (2021)
- 3112: Ein Kastellan für Apsuhol (2021)
- 3121: Das versteinerte Schiff (2021)
- 3136: Oszyrium (2021)
- 3141: Arynnen-Sinfonie (2021)
- 3145: UNGEZÄHLTE STERNE (2021)
- 3158: Lepso im Visier (2022)
- 3165: Die Jahrmillionenkarte (2022)
- 3176: Das schwarze Verwehen (2022)
- 3188: Die letzten Tage von Pordypor (2022)
- 3197: Die Gezeiten der Audh (2022)
- 3215: Elelschias Schatten (2023)
- 3226: Die Exegeten (2023)
- 3227: Welt der tausend Transmitter (2023)
- 3243: Ein Hauch von Strangeness (2023)
- 3256: Das Katachrone Portal (2024)
- 3262: Im Kern des Gasplaneten (2024)
- 3268: Die Geheimnisse der ELNVAN (2024)
- 3276: Das Testament des Terraners (2024)
- 3288: Die Geister von Gotham (2024)
- 3307: Gucky und das Mentatron (2025)
- 3308: Verrat auf der ELDA-RON (2025)
- 3316: Welt der Rebellen (2025)

### Perry-Rhodan-Miniserie Atlantis
- 5: Die Kralasenin (2022)

### Maddrax
- Band 189: Die Regenbogenschlange, mit Susan Schwartz
- Band 201: Die Rachegöttin
- Band 217: Der Unsichtbare
- Band 225: Kalis Kinder, mit Christian Schwarz
- Band 233: Enklave der Träumer
- Band 238: Herz aus Eis
- Band 243: Das namenlose Grauen
- Band 246: Am Ende aller Zeiten
- Band 254: Das Nest
- Band 258: Chronik des Verderbens
- Band 259: Die Stunde der Wahrheit
- Band 262: Route 66
- Band 273: Die Wandlung
- Band 278: Der Gott der Mar'osianer
- Band 286: Der körperlose Herrscher
- Band 295: Dunkle Wasser
- Band 302: Wo der Wahnsinn regiert
- Band 305: Nach Millionen von Jahren
- Band 309: Die Rache der Hydriten, mit Sascha Vennemann
- Band 310: Auf gewagtem Kurs
- Band 314: Exodus
- Band 316: Die Pest in Venedig
- Band 324: Eine neue Chance
- Band 327: Mit eisernem Willen, mit Ansgar Back
- Band 332: Der vergessene Tod, mit Ansgar Back
- Band 339: Die elfte Plage
- Band 340: Werdegang einer Daa'Murin
- Band 346: Die Augure, mit Francis Farmer
- Band 347: Letzte Hoffnung
- Band 355; Jäger und Gejagte
- Band 361: Unter dem Eis
- Band 372: Die Vulkantaucher, mit Lucy Guth

### Sternenfaust
- Band 79: Fesseln der Angst
- Band 80: Alarmstufe Rot
- Band 82: Gotteskrieger
- Band 85: Die Bedrohung
- Band 90: Der goldene Kubus
- Band 91: Das Geheimnis der Starr
- Band 98: Verloren
- Band 104: Die Kristalle der Dondari
- Band 108: Die Gabe der Telepathen
- Band 111: Die Stimmen der Götter
- Band 117: Sternenjagd
- Band 132: Das Urteil der Raisa
- Band 138: Tyrannenmord auf Kridania
- Band 145: Rückkehr zu den Basiru-Aluun
- Band 146: Die kosmische Barriere
- Band 150: Das Auge des Universums
- Band 164: Kampf um Torrent
- Band 189: In Pranurs Gewalt